# Trinkwasserversorgungsanlage

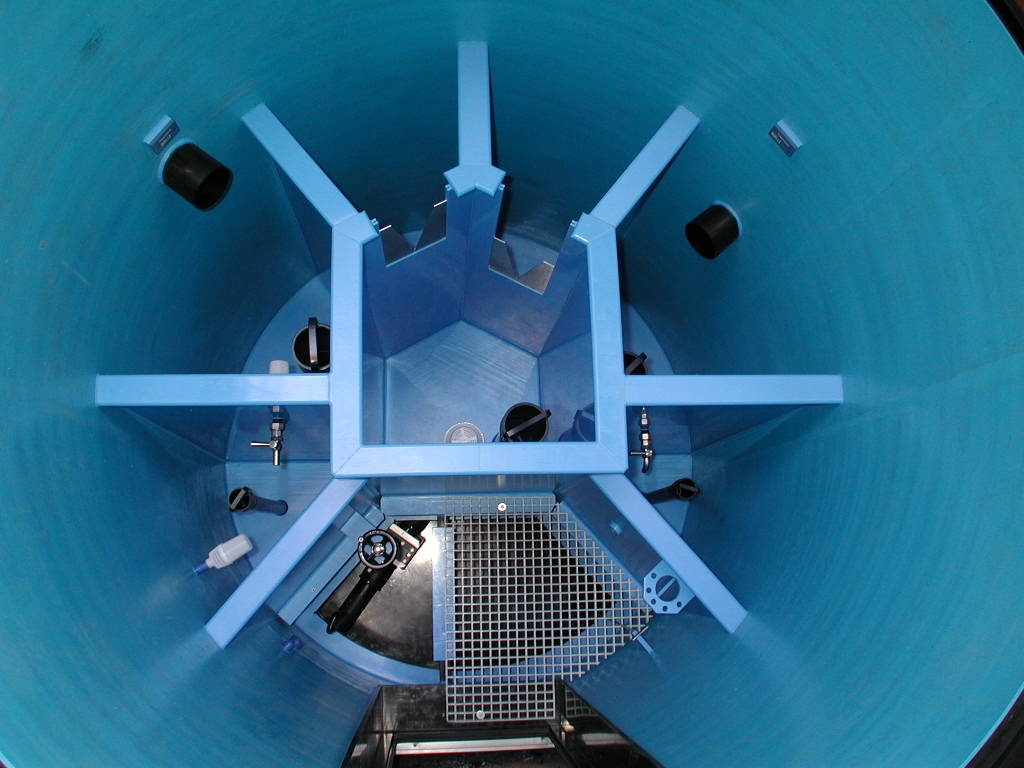
Quellsammelschacht mit 2 Zuläufen und separaten Ausläufen für vorrangige Nutzer

Trinkwasserversorgungsanlagen mit einer Versorgung aus Quellen oder über Brunnen bestehen im Wesentlichen aus drei Bauwerken, welche bei öffentlichen Versorgungen den „Allgemein anerkannten Regeln der Technik“ entsprechen müssen. Diese sind im Regelwerk der DVGW/ÖVGW-Arbeitsblätter detailliert beschrieben. Im Wesentlichen sind dies Quellfassungen (teilweise mit integrierten Quellstuben), Quellsammelschächte und Trinkwasserspeicher (meist als Hochbehälter ausgebildet). Je nach örtlichen Gegebenheiten können auch Druckbrecher-, Armaturenschächte oder Entsäuerungsanlagen zum Einsatz kommen.

## Quellfassung
Als Quelle bezeichnet man den Ort, an dem Grundwasser infolge von besonderen geologischen Lagerungsverhältnissen an die Erdoberfläche austritt. In Spalten und Klüften verwitterter und tektonisch stark beanspruchter Gebirge stehen oder zirkulieren häufig Wässer, die nicht unmittelbar den Quellwässern zuzurechnen sind. Sie werden als Spalten- oder Kluftwässer bezeichnet. Die Temperaturen von Quellwässern sind aufgrund ihrer geothermischen Tiefenstufe unterschiedlich. Es wird zwischen kalten, warmen und heißen Quellen unterschieden, wobei Quellen mit einer Temperatur über 20 °C als Thermen bezeichnet werden. Nach geohydrologischen Gesichtspunkten wird in Schichtquellen, Überfallquellen, Stauquellen, Verwerfungsquellen, Spaltenquellen und Auftriebsquellen eingeteilt.
Der gesamte Bereich der Quelle inklusive Staumauern, Filterstrecke, Verrohrung bis zur Umzäunung der Anlage gehört zur Quellfassung gemäß DVGW-Arbeitsblatt.

## Schacht oder Bohrbrunnen
Ein Brunnen ist eine Anlage, die der Gewinnung von Grundwasser dient, welches für Trink- und Nutzzwecke den Verbrauchern zugeführt wird. Es gibt verschiedene Arten von Brunnen, die je nach Umgebung unterschiedlich ausgewählt und angelegt werden. Bei Abteufung des Brunnens bis auf den Grundwasserträger, welcher die wasserundurchlässige Schicht unterhalb des Grundwassers ist, spricht man von einem vollkommenen Brunnen. Von einem unvollkommenen Brunnen wird hingegen gesprochen, wenn der Brunnen nur in die Grundwasserschicht eintaucht. Man unterscheidet zwischen gegrabenen Schachtbrunnen und Bohrbrunnen. Die entsprechenden Bauwerke heißen gemäß Regelwerk Brunnenschacht beziehungsweise beim gebohrten Brunnen Bohrbrunnenvorschacht.

## Quellsammelschacht
In diesem Schacht tritt gesammeltes Quellwasser erstmals zu Tage. Das Bauwerk besteht dabei nach DVGW-Arbeitsblatt W 127 aus einem Behälter mit Zustieg von oben oder über eine Türe in einen Trockenraum. Im Behälter werden eine oder mehrere Quellen zusammengefasst. Jede Quelle wird in der Regel in eine eigene Kammer zur Entsandung und Beruhigung eingeleitet und von dort über Messwehre in ein Sammelbecken geleitet. Von dort aus erfolgt die Anleitung in den Speicher. Je nach Anforderung sind sehr unterschiedliche Ausführungen im Einsatz. Zum Einsatz dürfen ausschließlich Materialien zur Verwendung kommen, welche für den Einsatz für Trinkwasser zugelassen sind. Dies gilt auch für verwendete Fugenmittel, Betonbeschichtungen, Zemente oder Kunststoffe.

## Brunnenstube
Werden aus Trinkwasserversorgungsanlagen Wässer zur Versorgung von Dorfbrunnen oder ähnliches ausgeleitet, können dort zusätzlich zur Betriebssicherheit erforderliche Schächte, sogenannte Brunnenschächte, vorgeschaltet sein. Ist im Brunnen eine Wasserkammer integriert, ist dies eine Brunnenstube. Laienhaft werden viele Teile von Wasserversorgungsanlagen fälschlicherweise als Brunnenstube bezeichnet.